# 105 Piscium
105 Piscium är en orange jätte som ligger i Fiskarnas stjärnbild.
105 Piscium har visuell magnitud +5,98 och är synlig för blotta ögat endast vid god seeing. Stjärnan befinner sig på ett avstånd av ungefär 435 ljusår.